# مارتین هینترگر
مارتین هینترگر (انگلیسی: Martin Hinteregger؛ زادهٔ ۷ سپتامبر ۱۹۹۲) یک بازیکن فوتبال اهل اتریش است که اکنون در پست مدافع برای تیم آینتراخت فرانکفورت بازی می‌کند.
از باشگاه‌هایی که در آن بازی کرده‌است می‌توان به باشگاه فوتبال ردبول زالتسبورگ، بروسیا مونشن‌گلادباخ و تیم ملی فوتبال اتریش اشاره کرد.

## حرفه باشگاهی
در 31 آگوست 2016، هینترگر با قراردادی دو ساله به اف سی آگسبورگ پیوست.
در جولای 2019، او به طور رسمی با بند خرید به همان باشگاه منتقل شد. هینترگر در بازی مقابل بایرن مونیخ در 23 می 2020 دو گل و یک گل به خودی به ثمر رساند.

## حرفه بین المللی
هینترگر پس از بازی در سطوح مختلف جوانان برای اتریش، اولین بازی خود را برای تیم بزرگسالان اتریش در برد دوستانه 1-0 مقابل ایالات متحده در 19 نوامبر 2013 انجام داد.او نماینده تیم ملی در یورو 2016 و یورو 2020 بود.